# Cosuma flavimacula
Cosuma flavimacula är en fjärilsart som beskrevs av Reginald James West 1940.
Cosuma flavimacula ingår i släktet Cosuma och familjen snigelspinnare. Inga underarter finns listade i Catalogue of Life.